# Потапенко Петро Аврамович
Петро́ Авра́мович Пота́пенко (* 24 жовтня 1914, село Березівка, нині Житомирської області — † 13 квітня 1999, Детройт, США) — український бандурист, хоровий диригент. Народився 5 жовтня за Юліанським календарем або 18 жовтня за григоріанським календарем 1914 рік (джерело Державний архів Житомирської області, фонд 1, опис 77, спава 1714, стр. 264 зворот).

## Біографія
Народився в с. Березівка, на Житомирщині.
Відвідував Київську консерваторію з 1937-41 рр., де вивчав хорову диригентуру (Клас Г. Верьовки) та бандуру (клас М. Опришки). Керував Червоноармійською капелою бандуристів, з 1939 р. жіночу капелу бандуристок. В 1942 р. став учасником Української Капели Бандуристів ім. Т. Г. Шевченка і разом з капелею емігрував до США; в 1949 р. З 1960-62 рр. був художнім керівником.
1958 року створив Капелу бандуристок при філії СУМА в Детройті. Записав кілька фонографічні диски.
Диригент Капели бандуристів ім. Т.Шевченка (1959 — 1962, 1965), довголітній заступник диригента цієї Капели, засновник (1956) і мистецький керівник протягом більш як тридцяти років Жіночого ансамблю бандуристок при СУМА в Детройті.
Бандурою захопився у дитинстві. Закінчив Київську консерваторію, відділ диригентури, де викладали відомі професори Григорій Верьовка та Григорій Компанієць і де почав відвідувати клас бандури. В 30-ті роки було створено квартет співаків-бандуристів, яким він керував і який концертував у запланованих начальством точках. До Капели шевченківців приєднався у серпні 1942 р. перед від'їздом до Німеччини і залишався в ній з деякими перервами до кінця життя.
У 1945 р., на початку нового етапу історії Капели, був обраний головою управи капели. В 1956 р. організував Жіночий ансамбль бандуристок при осередку СУМА ім. Пилипа Орлика, що користувався великою популярністю в США і Канаді. В 1959 р. Потапенко дає згоду бути диригентом Капели (це сталося у важкий період безвладдя, коли і Григорій Китастий, і Божик залишили Капелу) і чудово справляється з цим обов'язком, провівши у 1961 р. 38 концертів у тримісячному шевченківському турне Америкою і Канадою. Тоді ж Капела під його диригуванням записала грамплатівку «Слово Тараса». Обов'язки диригента Петро Потапенко поновлював ще час від часу пізніше.
Після гастролей Капели в Україні в 1991 р., натхненний цими відвідинами, уклав збірку творів українських композиторів і народних пісень, частина яких ним же оброблена. Ця збірка під назвою «Під срібний дзвін бандур» адресована ансамблям бандуристів і видана в Києві видавництвом «Музична Україна» в 1993 р.
Був одружений. Мав трьох дітей — Бориса, Віру й Віктора — від другого шлюбу з Катериною Литвишко. Всі діти брали й беруть активну участь у мистецькому і громадському житті української громади. В Україні живе син Потапенка від першого шлюбу — Василь.
Петро Потапенко похований й Детройті на цвинтарі Вудлавн. На його пам'ятнику викарбувана бандура і слова: «Любіть Україну, всім серцем любіть».

## Публікації
- Під срібний дзвін бандури. — Київ, 1993.